# باز لایتیر
باز لایت‌یر (انگلیسی: Buzz Lightyear) یک شخصیت خیالی در مجموعه داستان اسباب بازی است که توسط دیزنی و پیکسار ساخته شده‌ است. با صداپیشگی تیم آلن، او یک شخصیت اکشن اسباب‌بازی است که بر پایهٔ مجموعه فیلم و تلویزیونی داستان در داستان به همین نام، یک ابرقهرمان تکاور فضایی، ساخته شده‌ است. او به همراه دوستش، کلانتر وودی، یکی از دو شخصیت اصلی هر چهار فیلم پویانمایی داستان اسباب‌ بازی هستند. در داستان اسباب‌ بازی (۱۹۹۵)، بر خلاف بسیاری از اسباب‌بازی‌های دیگر، باز در ابتدا خود را همان باز لایت‌یر «واقعی» می‌داند، ولی در آخر با این امر که در حقیقت یک اسباب‌بازی است، کنار می‌آید. در داستان اسباب‌ بازی ۲ (۱۹۹۹)، باز با دیگر چهره‌های اکشن باز لایت‌یر از خط اسباب‌بازی روبرو می‌شود که به‌طور مشابه خود را «واقعی» می‌دانند، از جمله یکی از دشمنان اصلی شخصیت داستانی و پدر او: امپراتور زورگ. در داستان اسباب‌بازی ۳ (۲۰۱۰)، که ده سال بعد اتفاق می‌افتد، باز یک رابطهٔ عاشقانه با جسی دختر کابوی را آغاز می‌کند، در حالی که حالت اسپانیایی او نیز آشکار می‌شود. باز در داستان اسباب‌بازی ۴ (۲۰۱۹)، صدای درونی خود را پیدا می‌کند و با وودی خداحافظی می‌کند تا او با بو پیپ باشد.
جهان داستان در داستان که شخصیت تخیلی باز لایت‌یر، تکاور فضایی (انگلیسی: Buzz Lightyear, Space Ranger) بر اساس آن ساخته شده‌است، همچنین در فیلم ویدئویی سال ۲۰۰۰ باز لایتیر فرماندهی ستاره: ماجراجویی آغاز می‌شود و سریال تلویزیونی اسپین‌آف بعدی باز لایتیر فرماندهی ستاره ظاهر می‌شود که به ترتیب توسط آلن و پاتریک واربرتون صداپیشگی شده‌است. کریس ایوانز صداپیشگی این نسخه از این شخصیت را در فیلم سینمایی لایت‌یر (۲۰۲۲) انجام داده است، که به عنوان یک فیلم درون کیهانی ارائه شده‌است که شخصیت‌های داستان اسباب‌بازی تماشا می‌کنند و داستان پیدایش خود را بررسی می‌کند.